# Franz Adam

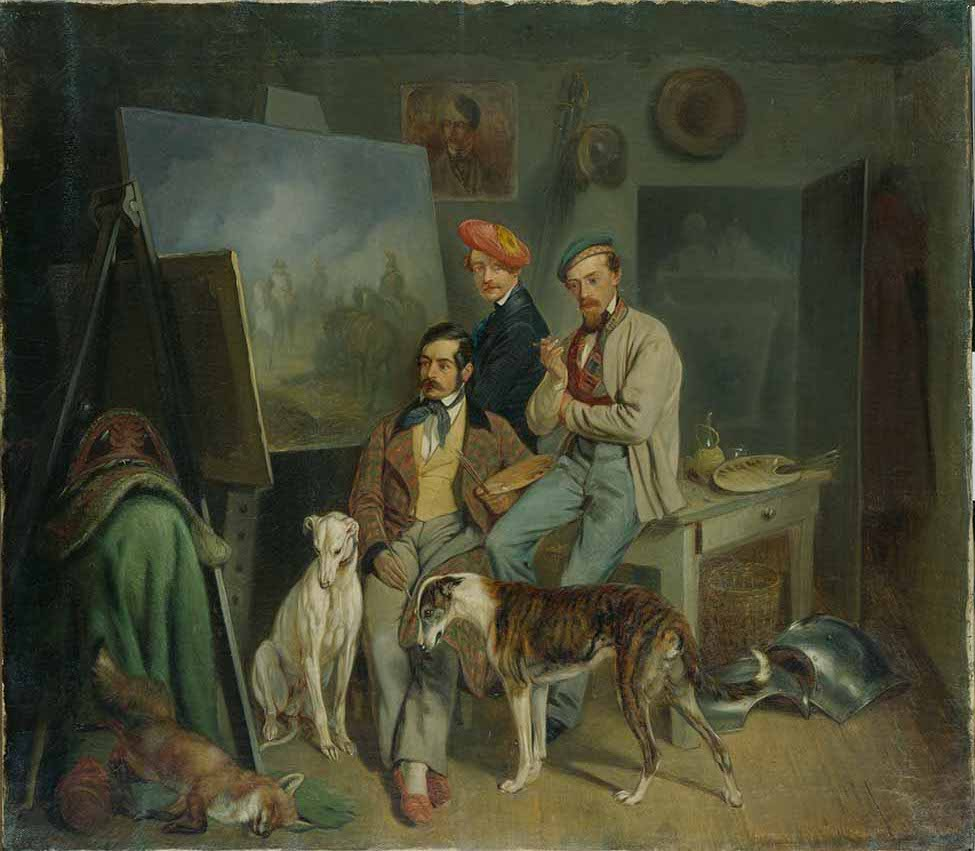
Benno Adam, Benno, Franz i Eugen Adamowie (1848)

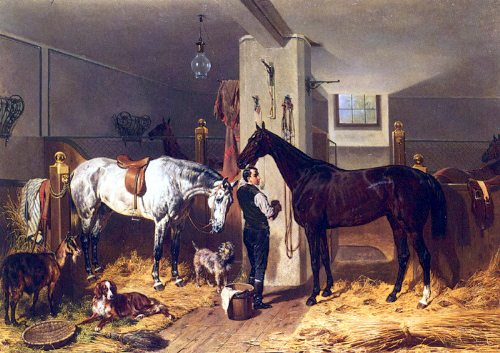
Chłopiec stajenny (1860)

Frantz Adam (ur. 4 maja 1815 w Mediolanie, zm. 30 września 1886 w Monachium) – niemiecki malarz batalista.
Należał do znanej rodziny artystów monachijskich. Malarzami byli m.in. jego ojciec - Albrecht Adam (1786-1862), stryj – Heinrich Adam (1787-1862), trzej bracia - Benno Adam (1812-1892), Eugen Adam (1817-1880) i Julius Adam (1826-1874) oraz jeden z bratanków - Emil Adam (1843-1924).
Był uczniem i współpracownikiem swego ojca Albrechta. Działał w Wiedniu i Monachium, gdzie był profesorem Akademii Sztuk Pięknych. 
Zasłynął jako malarz koni i scen batalistycznych. Malował też drobne scenki rodzajowe. Wiele jego prac wydano w formie litografii.
Jego uczniami w Akademii Monachijskiej byli m.in. Józef Brandt, Aleksander Gierymski, Maksymilian Gierymski i Juliusz Kossak.

## Wybrane dzieła
- Odpoczynek Cyganów przed gospodą (1859)
- Chłopiec stajenny (1860)
- Odwrót spod Solferino (1867)
- Odwrót spod Moskwy (1869)
- Mazepa (1881)